# Juuso Puustinen
Juuso Puustinen, född 5 april 1988 i Kuopio, Norra Savolax, Finland, är en finländsk professionell ishockeyspelare. Puustinen har tidigare spelat för bland annat Milwaukee Admirals och HK Sibir Novosibirsk. Från och med säsongen 2021/2022 spelar Puustinen för Örebro HK.